# Lloyd Bridges
Lloyd Vernet Bridges jr. (San Leandro (Californië), 15 januari 1913 - Los Angeles (Californië), 10 maart 1998) was een Amerikaans acteur. Hij werd in 1957 genomineerd voor een Emmy Award voor zijn gastrol in The Alcoa Hour en in 1998 opnieuw voor zijn tweemalige verschijning als Izzy Mandelbaum in Seinfeld. Hij maakte in 1936 zijn acteer- en filmdebuut in Freshman Love en bleef actief tot en met zijn laatste film Meeting Daddy, die twee jaar na zijn overlijden uitkwam.
Bridges speelde rollen in meer dan 120 films, meer dan 160 inclusief die in televisiefilms. Tot 1943 verscheen hij voornamelijk als niet bij naam en/of op de aftiteling genoemde personages in meer dan veertig titels, maar vervolgens werden zijn rollen groter.
Bridges trouwde in 1938 met Dorothy Dean Simpson, met wie hij tot aan zijn overlijden samen bleef. Samen kregen ze vier kinderen. Daarvan werden zonen Beau en Jeff nog succesvollere acteurs dan hun vader. Dochter Cindy niet, maar zij verscheen wel samen met haar vader in Bridges’ laatste film Meeting Daddy, als Becky Sue Branson. Tweede zoon Garrett Myles Bridges stierf twee maanden na zijn geboorte in 1948 aan wiegendood.

## Filmografie
*Exclusief 39 televisiefilms
| - Meeting Daddy (2000) - Jane Austen's Mafia! (1998) - Blown Away (1994) - Hot Shots! Part Deux (1993) - Mr. Bluesman (1993) - Honey, I Blew Up the Kid (1992) - Hot Shots! (1991) - Joe Versus the Volcano (1990) - Cousins (1989) - Winter People (1989) - Tucker: The Man and His Dream (1988) - The Wild Pair (1987) - I Am Joe's Heart (1987, stem) - Weekend Warriors (1986) - Airplane II: The Sequel (1982) - Airplane! (1980) - Bear Island (1979) - The Fifth Musketeer (1979) - Running Wild (1973) - To Find a Man (1972) - The Happy Ending (1969) - Attack on the Iron Coast (1968) - Daring Game (1968) - Around the World Under the Sea (1966) - The Goddess (1958) - Ride Out for Revenge (1957) - The Rainmaker (1956) - Wetbacks (1956) - Apache Woman (1955) - Wichita (1955) - Third Party Risk (1954) - Pride of the Blue Grass (1954) - The Limping Man (1953) - City of Bad Men (1953) - The Kid from Left Field (1953) - The Tall Texan (1953) - Last of the Comanches (1953) - Plymouth Adventure (1952) - High Noon (1952) - The Whistle at Eaton Falls (1951) - Three Steps North (1951) - Little Big Horn (1951) - The Sound of Fury (1950) - The White Tower (1950) - Colt .45 (1950) - Rocketship X-M (1950) - Trapped (1949) - Calamity Jane and Sam Bass (1949) - Home of the Brave (1949) - Mr. Whitney Had a Notion (1949) - Red Canyon (1949) - Hideout (1949) - Moonrise (1948) - 16 Fathoms Deep (1948) - Secret Service Investigator (1948) - Unconquered (1947) - The Trouble with Women (1947) - Ramrod (1947) - Canyon Passage (1946) - Miss Susie Slagle's (1946) - Abilene Town (1946) | - A Walk in the Sun (1945) - Strange Confession (1945) - Secret Agent X-9 (1945) - Saddle Leather Law (1944) - The Master Race (1944) - Louisiana Hayride (1944) - She's a Soldier Too (1944) - Riding West (1944) - Once Upon a Time (1944) - Crime Doctor's Strangest Case (1943) - The Heat's On (1943) - Sahara (1943) - A Rookie's Cookie (1943) - Hail to the Rangers (1943) - Passport to Suez (1943) - Destroyer (1943) - One Dangerous Night (1943) - His Wedding Scare (1943) - City Without Men (1943) - They Stooge to Conga (1943) - Commandos Strike at Dawn (1942) - The Great Glover (1942) - Underground Agent (1942) - Pardon My Gun (1942) - Boston Blackie Goes Hollywood (1942) - Stand By All Networks (1942) - The Daring Young Man (1942) - The Spirit of Stanford (1942) - A Man's World (1942) - Counter-Espionage (1942) - The Talk of the Town (1942) - Atlantic Convoy (1942) - Flight Lieutenant (1942) - Riders of the Northland (1942) - Sweetheart of the Fleet (1942) - The Wife Takes a Flyer (1942) - Tramp, Tramp, Tramp (1942) - North of the Rockies (1942) - Alias Boston Blackie (1942) - Canal Zone (1942) - Shut My Big Mouth (1942) - Cadets on Parade (1942) - Blondie Goes to College (1942) - West of Tombstone (1942) - Harvard, Here I Come! (1941) - Honolulu Lu (1941) - Sing for Your Supper (1941) - The Royal Mounted Patrol (1941) - Three Girls About Town (1941) - You Belong to Me (1941) - Two Latins from Manhattan (1941) - Harmon of Michigan (1941) - Here Comes Mr. Jordan (1941) - Our Wife (1941) - I Was a Prisoner on Devil's Island (1941) - The Son of Davy Crockett (1941) - The Medico of Painted Springs (1941) - They Dare Not Love (1941) - The Lone Wolf Takes a Chance (1941) - Dancing Feet (1936) - Freshman Love (1936) |

## Televisieseries
*Exclusief eenmalige gastrollen
- Seinfeld - Izzy Mandelbaum (1997, twee afleveringen)
- Harts of the West - Jake Tyrell (1993-1994, zeven afleveringen)
- Capital News - Jonathan Turner (1990, dertien afleveringen)
- North and South, Book II - Jefferson Davis (1986, zes afleveringen)
- Paper Dolls - Grant Harper (1984, dertien afleveringen)
- The Love Boat - William Otis Farnsworth (1981, twee afleveringen)
- Battlestar Galactica - Commander Cain (1978, twee afleveringen)
- Roots - Evan Brent (1977, drie afleveringen)
- Joe Forrester - Joe Forrester (1975-1976, 23 afleveringen)
- The Loner - William Colton (1965-1966, 26 afleveringen)
- The Lloyd Bridges Show - Verschillende (1962-1963, vijftien afleveringen)
- Sea Hunt - Mike Nelson (1958-1961, 155 afleveringen)